# Liste d'œuvres littéraires perdues
Une œuvre littéraire perdue est une œuvre littéraire produite dans le passé dont aucune copie subsistante n'est connue. Ce terme s'applique le plus souvent aux œuvres du monde classique, mais est de plus en plus utilisé en relation avec des œuvres modernes. Une œuvre peut être perdue à travers l'histoire par la destruction du manuscrit original et de toutes les copies ultérieures.
Certaines œuvres anciennes ont perduré — généralement sous forme de fragments — grâce à leur redécouverte par des archéologues lors de fouilles, ou par hasard par des non-spécialistes ; par exemple, les rouleaux de la bibliothèque de Nag Hammadi. D'autres œuvres ont perduré, partiellement ou en totalité, lorsqu'elles ont été réutilisées comme matériaux de reliure, citées ou incluses dans d'autres œuvres, ou sous forme de palimpsestes, dans le cas où un document original a été imparfaitement effacé afin que le substrat sur lequel il a été écrit puisse être réutilisé. La découverte, en 1822, du De Republica de Cicéron fut l'une des premières grandes récupérations d'un texte ancien perdu à partir d'un palimpseste. Un autre exemple célèbre est la découverte du palimpseste d'Archimède, utilisé pour faire un livre de prières près de 300 ans après la rédaction de l'œuvre originale. Une œuvre peut être récupérée dans une bibliothèque, en tant que codex perdu ou mal étiqueté, ou en tant que partie d'un autre livre ou codex.
Certaines œuvres bien connues, mais non récupérées, sont décrites par des compilations ayant subsisté. Par exemple, la Naturalis Historia de Pline l'Ancien, ou le De Architectura de Vitruve. Parfois, un auteur détruit délibérément ses propres œuvres. Ou encore, un auteur demande à un proche de détruire son travail après sa mort. Certaines œuvres auraient dû disparaître de la sorte, mais ont été préservées car l'ordre n'a pas été respecté — par exemple, l'Énéide de Virgile, sauvée par Auguste, ou les romans de Franz Kafka, sauvés par Max Brod. Les copies de manuscrits existaient en nombre limité avant l'ère de l'impression. La destruction d'anciennes bibliothèques (notamment les multiples tentatives de destruction de la bibliothèque d'Alexandrie) a entraîné la perte irrémédiable de nombreux ouvrages. Des œuvres auxquelles aucune référence ultérieure n'a été conservée restent inconnues.
La destruction délibérée d'œuvres peut être qualifiée de crime littéraire ou de vandalisme littéraire (voir autodafé, incendie des livres et enterrement des lettrés).
Note : Outre les œuvres littéraires à proprement parler, sont également mentionnées les autres productions artistiques se présentant sous forme de document écrit : partitions musicales ou scénarios cinématographiques.

## Monde classique

### Titres spécifiques
- Agatharchide
  - Ta kata ten Asian (Sur l'Asie), en 10 livres.
  - Ta kata ten Europen (Sur l'Europe), en 49 livres.
  - Peri ten Erythras thalasses (Sur la mer Erythrée), en 5 livres.
- Agrippine la Jeune
  - Casus suorum (Infortunes de sa famille — mémoires).
- Sulpicius Alexander
  - Histoire (traité d'histoire allant jusqu'à la mort de l'empereur romain Valentinien II en 392 ; des fragments ont été conservés par Grégoire de Tours, dans son Histoire des Francs).
- Anaxagore
  - Traité de philosophie (seuls des fragments de la première partie subsistent).
- Apollodore d'Athènes
  - Chronique (Χρονικά) (histoire de la Grèce en vers).
  - Des dieux (Περὶ θεῶν) (connu de par des citations pour avoir inclus les étymologies des noms et épithètes des dieux).
  - Un essai en 12 livres sur le Catalogue des vaisseaux de Homère.
- Archimède
  - Sur la construction de sphères (mentionné par Pappus d'Alexandrie ; aurait traité de la fabrication d'un planétarium).
  - Sur les polyèdres (mentionné par Pappus d'Alexandrie).
  - Sur les balances et les leviers (mentionné par Pappus d'Alexandrie).
  - La catoptrique (mentionné par Théon d'Alexandrie).
  - Principes (adressé à Zeuxippus ; aurait expliqué le système numérique utilisé dans L'Arénaire).
  - Sur les centres de gravité.
  - Sur le calendrier.
- Aristarque de Samos
  - Un traité d'astronomie exposant sa conception héliocentrique.
- Aristote
  - Le second livre de la Poétique, traitant de la comédie.
  - Sur les pythagoriens[2].
  - Protreptique (seuls des fragments ont survécu).
- Auguste
  - Rescrit à Brutus concernant Caton.
  - Exhortations à la philosophie.
  - Histoire de sa vie (autobiographie en 13 livres).
  - Sicile, Épiphane, Ajax (œuvres poétiques en vers).
  - Épigrammes.
- Bérose
  - Babyloniaca (Histoire de Babylone).
- Jules César
  - Anticatonis Libri II (seuls des fragments ont survécu).
  - Carmina et prolusiones (seuls des fragments ont survécu).
  - De analogia libri II ad M. Tullium Ciceronem.
  - De astris liber.
  - Dicta collectanea (Recueil de propos, également connu sous le titre grec άποφθέγματα).
  - Lettres (seuls des fragments ont survécu) :
    - Epistulae ad Ciceronem ;
    - Epistulae ad familiares.

  - Iter (seul un fragment a survécu).
  - Laudes Herculis.
  - Libri auspiciorum (Le livre des auspices, également connu sous le titre Auguralia).
  - Oedipus.
  - Autres œuvres :
    - contributions au Libri pontificales en tant que Pontifex maximus ;
    - possiblement des poèmes d'amour de jeunesse.
- Callisthène
  - Un récit sur l'expédition d'Alexandre.
  - Une histoire de la Grèce de la Paix d'Antalcidas (387) à la Troisième Guerre sacrée (357).
  - Une histoire de la guerre de Phocide.
- Caton l'Ancien
  - Origines (une histoire de Rome et des États italiens en 7 livres).
  - Carmen de moribus (un livre en vers de prières et d'incantations pour les morts).
  - Praecepta ad Filium (un recueil de maximes).
  - Un recueil de ses discours.
- Quintus Tullius Cicero
  - Quatre tragédies grecques : Tiroas, Erigones, Electra, et une autre au titre inconnu.
  - Hortensius (dialogue ; également connu sous le titre Sur la philosophie).
  - Consolation (écrit pour apaiser sa propre tristesse à la mort de sa fille Tullia).
- Caius Helvius Cinna
  - Zmyrna (un poème épique mythologique sur l'amour incestueux de Smyrna — ou Myrrha — pour son frère Cinyras).
- Claude
  - De arte aleae (L'art de jouer aux dés ; un livre sur les jeux de dés).
  - Un dictionnaire d'Étrusque.
  - Une histoire étrusque.
  - Une histoire du règne d'Augustus.
  - Une histoire de Carthage en 8 volumes.
  - Une défense de Cicéron contre les accusations d'Asinius Gallus.
- Clitarque
  - Histoire d'Alexandre.
- Ctésibios
  - Sur la pneumatique (ouvrage décrivant le fonctionnement des pistons).
  - Memorabilia (une compilation de ses travaux de recherche).
- Ctésias
  - Persica (une histoire de l'Assyrie et de la Perse en 23 livres).
  - Indica (une présentation de l'Inde).
- Diodore de Sicile
  - Bibliotheca historia (Bibliothèque historique ; sur 40 livres, seuls les livres 1-5 et 10-20 subsistent).
- Épicure
  - Aurait écrit plus de 300 traités, selon Diogène Laërce, mais il ne subsiste que trois lettres et quelques fragments[3].
- Eratosthène
  - Περὶ τῆς ἀναμετρήσεως τῆς γῆς (De la mesure de la Terre ; le contenu a été résumé par Cleomède).
  - Geographica (le contenu a été critiqué par Strabon).
  - Arsinoe (un mémoire sur la reine Arsinoe ; cité par Athénée de Naucratis dans Les Deipnosophistes).
- Euclide
  - Coniques (ouvrage sur les sections coniques ; par la suite complété par Apollonius of Perga pour en faire son célèbre ouvrage sur le sujet).
  - Porismes (la signification exacte du titre est sujette à controverse, possiblement « corollaires »).
  - Pseudaria (Livre des paralogismes ; un texte basique sur les erreurs de raisonnement.
  - Surface Loci (à propos ou bien des lieux géométriques — ensembles de points — sur des surfaces, ou bien des lieux géométriques étant en eux-mêmes des surfaces).
- Eudème de Rhodes
  - Histoire de l'arithmétique (sur l'histoire primitive de l'arithmétique grecque ; seule une courte citation subsiste).
  - Histoire de l'astronomie (sur l'histoire primitive de l'astronomie grecque ; plusieurs citations subsistent).
  - Histoire de la géométrie (sur l'histoire primitive de la géométrie grecque ; plusieurs citations subsistent).
- Verrius Flaccus
  - De Orthographia: De Obscuris Catonis (une élucidation des obscurités dans les écrits de Caton l'Ancien).
  - Saturnus (au sujet des rituels romains).
  - Rerum memoria dignarum libri (une œuvre encyclopédique abondamment utilisée par Pline l'Ancien).
  - Res Etruscae (probablement sur l'auspicia).
- Frontinus
  - De re militari (un manuel militaire).
- Gorgias
  - Sur la non-existence (ou Sur la nature) (seuls deux extraits subsistent).
  - Epitaphios (ce qui en reste n'est vraisemblablement qu'un petit fragment d'une œuvre beaucoup plus vaste).
- Hésiode
  - Catalogue des femmes (poème épique ; il en subsiste de nombreux fragments, environ 1300 vers complets ou partiels, mais l'ensemble devait comporter 4000 à 5000 vers, voire davantage).
- Homère
  - Margitès
  - Dans l'Odyssée, il est fait mention du chanteur aveugle Demodocus récitant un poème à propos d'une « Querelle entre Ulysse et Achille », texte inconnu par ailleurs, il pourrait s'agir d'une œuvre réelle ayant été perdue.
- Kallinikos de Petra
  - Contre les sectes philosophiques.
  - Sur le renouveau de Rome.
  - Prosphonetikon to Gallienus (un salut adressé à l'empereur).
  - À Cléopâtre, Sur l'histoire d'Alexandrie (probablement dédié à Zenobia, qui prétendait être une descendante de Cléopatre).
  - À Lupus, Du mauvais goût en matière de rhétorique.
- Longinus
  - Sur la fin : de Longinus en réponse à Plotinus et Gentilianus Amelius (la préface subsiste, citée par Porphyre de Tyr).
  - Sur l'impulsion (contre la doctrine stoïcienne de l'âme).
  - Sur les principes.
  - L'admirateur des anciens.
  - Sur la vie selon la nature.
  - Difficultés relatives à Homère.
  - Homère est-il un philosophe ?
  - Questions sur Homère avec leurs solutions.
  - Récits qui transgressent l'histoire et que les grammairiens présentent comme historiques.
  - Sur les expressions présentant plusieurs significations chez Homère.
  - Glossaire attique.
  - Expressions utilisées par Antimaque et par Héracléon.
- Lucain
  - Catachthonion.
  - Iliacon (du cycle troyen).
  - Epigrammata.
  - Adlocutio ad Pollam.
  - Silvae.
  - Saturnalia.
  - Medea.
  - Salticae Fabulae.
  - Laudes Neronis (un éloge de Néron).
  - Orpheus.
  - Prosa oratio in Octavium Sagittam.
  - Epistulae ex Campania.
  - De Incendio Urbis.
- Manéthon de Sebennytos
  - Ægyptiaca (Histoire de l'Égypte), en 3 livres (seuls quelques fragments subsistent).
- Memnon d'Héraclée
  - Histoire d'Héraclée du Pont.
- Minucianus, fils de Nicagoras d'Athènes
  - L'art de la rhétorique.
  - Progymnasmata
- Nicandre de Colophon
  - Aetolica (une histoire d'Étolie).
  - Heteroeumena (une épopée mythologique).
  - Georgica et Melissourgica, dont d'amples fragments ont été préservés.
- Nicagoras d'Athènes
  - Vie des personnages célèbres.
  - Sur Cléopâtre en Troade.
  - Discours d'ambassade à Philippe l'empereur romain.
- Ovide
  - Medea (deux fragments ont survécu).
- Pamphilus d'Alexandrie
  - Lexique exhaustif des mots obscurs, en 95 livres.
- Phérécyde de Leros
  - Histoire de Leros.
  - Sur Iphigénie (essai).
  - Sur les Festivals de Dionysos.
- Phérécyde d'Athènes
  - Généalogies des dieux et des héros, en 10 livres (de nombreux fragments ont été préservés).
- Phérécyde de Syros
  - Heptamychia.
- Philon de Byblos
  - Histoire phénicienne (traduction grecque du livre phénicien original attribué à Sanchuniathon ; d'amples fragments ont été préservés, principalement par Eusèbe de Césarée dans son Praeparatio evangelica).
- Pline l'Ancien
  - Histoire des guerres germaines (quelques citations subsistent via les Annales et La Germanie de Tacite).
  - Studiosus (ouvrage approfondi sur la rhétorique).
  - Dubii sermonis, en 8 livres.
  - History of his Times, en 31 livres (également cité par Tacite).
  - De jaculatione equestri (un guide militaire sur les projectiles lancés à dos de cheval).
- Caius Asinius Pollio
  - Historiae (Histoires)
  - Épitomé par Caius Asinius Pollio de Tralles
- Alexandre Polyhistor
  - Successions des philosophes (mentionné à plusieurs reprises par Diogène Laërce)
- Praxagoras de Cos
  - Histoire de Constantine le Grand (connu par un précis de Photios Ier[4]).
- Prodicos de Céos
  - Sur la nature.
  - Sur la nature de l'homme.
  - Sur la propriété du langage.
  - Sur le choix d'Hercule.
- Protagoras
  - Des dieux (essay)
  - Sur l'art de la controverse.
  - Sur l'état originel des choses.
  - De la vérité.
- Pythéas de Massalia
  - τὰ περὶ τοῦ Ὠκεανοῦ (ta peri tou Okeanou) (Sur l'océan).
- Quintilien
  - De Causis Corruptae Eloquentiae (Sur les causes de l'éloquence corrompue).
- Septime Sévère
  - Mémoires.
- La Sibylle d'Hellespont
  - Livres sibyllins.
- Sénèque
  - Des livres traitant de philosophie : des exhortations, Sur les devoirs (De Officis), Sur la mort prématurée (De immatura morte), Sur la superstition (De superstitione, largement cité par Saint-Augustin dans La Cité de Dieu), Sur le mariage (De matrimonio), Sur l'amitié (Quomodo amicitia continenda sit), et Livre sur la morale philosophique (Libri de philosophia morali), qu'il écrivit en même temps que les Lettres à Lucilius (Sénèque le mentionne dans cette correspondance).
  - Des écrits de physique et sciences naturelles : Sur les tremblements de terre (De motu terrarum), Sur les pierres (De lapidum natura), Sur les poissons (De piscium natura), Sur la forme du monde (De forma mundi), cités par Cassiodore et Pline l'Ancien pour l'Histoire naturelle.
  - Des poèmes (Carmina) et des épigrammes (près de 70 épigrammes, totalisant approximativement 620 vers, sont présents dans l'Anthologie palatine, mais leur attribution fait débat).
  - Deux traités de géographie sur la localisation de l'Inde (De situ Indiae) et la localisation et religion des égyptiens (De situ et sacris Aegyptiorum).
  - Discours à Néron.
  - Éloge à Messaline.
  - Vie de mon père (De uita patris).
  - Correspondance (lettres à son frère Novatus, à son ami Caesonius Maximus et plusieurs lettres à Lucilius).
- Socrate
  - Des versions en vers des Fables d'Ésope.
- Speusippe
  - Sur les nombres pythagoriens.
- Strabon
  - Histoire.
- Suétone
  - De Viris Illustribus (Sur les personnages célèbres — en matière de littérature), série de livres dont font partie : Sur la vie des grammairiens (De Illustribus Grammaticis), Sur la vie des rhétoriciens (De Claris Rhetoribus), et Sur la vie des poètes. Quelques fragments subsistent.
  - Sur la vie des prostituées célèbres.
  - De Regibus (biographies royales).
  - Rome, en quatre volumes : Us et coutumes de Rome (il n'en reste qu'un fragment), L'année romaine (Macrobe s'en inspire dans les Saturnales), Les festivals romains (Tertullien s'en est inspiré pour son De spectaculis), et L'accoutrement romain (De genere uestium, dont il reste cinq fragments).
  - Sur les jeux grecs (écrit en grec selon la Souda).
  - De institutione officiorum (Sur les offices publics — à propos des charges officielles dans l'administration romaine).
  - Un ouvrage sur l'armée romaine.
  - Une défense du De Republica de Cicéron face aux critiques du grammairien Didyme d'Alexandrie.
  - Méthodes de mesure du temps.
  - Prata (Les prairies — une encyclopédie d'histoire naturelle).
  - De uitiis corporalibus (Des défauts corporels de l'humanité — il est possible que ce titre ait désigné une partie de Prata).
  - Essai sur la nature
  - Un ouvrage sur les termes injurieux en grec (écrit en grec).
  - Problèmes grammaticaux.
  - Un ouvrage sur les signes d'abréviation employés par les grammairiens pour leurs annotations des textes étudiés.
  - Un ouvrage fourre-tout, titré De rebus variis (Sur des sujets divers).
- Sylla
  - Mémoires (mentionné par Plutarque).
- Thalès
  - Sur le solstice (ouvrage perdu hypothétique).
  - Sur l'équinoxe (ouvrage perdu hypothétique).
- Tibère
  - Une autobiographie (« brève et superficielle », selon Suétone).
- Tite-Live
  - 107 des 142 livres de Ab Urbe Condita, une histoire de Rome.
- Trajan
  - Dacica (ou De bello dacico).
- Marcus Valerius Messalla Corvinus
  - Mémoires sur les guerres civiles après la mort de Jules César ; ouvrage utilisé par Suétone et Plutarque.
  - Poèmes bucoliques en grec.
- Varron
  - Saturarum Menippearum libri CL or Menippean Satires in 150 books
  - Saturarum Menippearum libri CL, satires imitées du philosophe cynique Ménippe de Sinope, en 150 livres, dont 90 subsistent, et environ 600 fragments.
  - Antiquitates rerum humanarum et divinarum libri XLI (Des choses humaines et divines antiques, en 41 livres ; ouvrage de nature encyclopédique dont certaines parties servirent de référence aux pères de l'Église chrétienne en matière de religion romaine païenne).
  - Logistoricon libri LXXVI.
  - Hebdomades vel de imaginibus.
  - Disciplinarum libri IX (ouvrage consacré aux sept arts libéraux).
  - De origine linguae latinae
- Septimia Bathzabbai Zénobie
  - Épitomé de l'histoire d'Alexandrie et de l'Orient (selon l'Histoire Auguste).
- Zoticus
  - Histoire de l'Atlantide (poème mentionné par Porphyre de Tyr).
- Les œuvres des poètes cycliques (à l'exclusion de Homère), en particulier :
  - six épopées du Cycle troyen : Chants cypriens, Éthiopide, la Petite Iliade, Iliupersis (Le sac de Troie), Nostoi (Retours), et Télégonie ;
  - quatre épopées du Cycle thébain : Œdipodie, Thébaïde, Les Épigones, et Alcméonide ;
  - d'autres épopées grecques précoces : Titanomachie, Pisandre, Prise d'Œchalie, Naupacties, Phocais, Minyas.

### Œuvres sans nom
- Pièces perdues d'Eschyle. On estime qu'il a écrit environ 90 pièces, dont six ont été préservées. Une septième lui est attribuée. Des fragments de sa pièce Achilleis auraient été découverts dans les habits d'une momie dans les années 1990[5].
- Pièces perdues d'Agathon. Aucune n'a été préservée.
- Poèmes perdus d'Alcée de Mytilène. Sur dix rouleaux mentionnés, il n'en subsiste que des citations et de nombreux fragments.
- Poèmes chorals d'Alcman. Sur six livres connus (correspondant à 50-60 hymnes), seules des citations fragmentaires d'autres auteurs grecs étaient connues, jusqu'à la découverte en 1855 d'un fragment d'une centaine de vers. Dans les années 1960, de nombreux autres fragments ont été découverts au cours d'une fouille à Oxyrhynque.
- Poèmes d'Anacréon. Sur cinq livres mentionnés dans la Souda et par Athénée de Naucratis, seuls quelques fragments ont pu être reconstitués d'après les citations d'auteurs postérieurs.
- Ouvrages perdus d'Anaximandre. Quelques fragments de ses œuvres subsistent.
- Ouvrages perdus d'Apulée, dans des genres variés, incluant un roman, Hermagoras, de la poésie, des dialogues, des hymnes, ainsi que des traités techniques sur la politique, la dendrologie, l'agriculture, la médecine, l'histoire naturelle, l'astronomie, la musique et l'arithmétique.
- Pièces perdues d'Aristarque de Tégée. Sur 70 pièces, seuls subsistent les titres de trois pièces et une ligne de texte.
- Pièces perdues d'Aristophane. Sur 40 pièces, 11 subsistent.
- Ouvrages perdus d'Aristote. Il est estimé qu'un tiers seulement de ses œuvres a été préservé[6].
- Ouvrages perdus d'Aristoxène. On lui a attribué 453 ouvrages, traitant de philosophie, d'éthique et de musique. Sa seule œuvre subsistante est Éléments d'harmonie.
- Ouvrages perdus de l'historien Arrien.
- Ouvrages perdus de Callimaque de Cyrène. Sur environ 800 ouvrages, en vers et en prose, ne subsistent que 6 hymnes, 64 épigrammes, et quelques autres fragments ; un fragment considérable de l'épopée Hecale a été découvert dans les papyrus de Rainer.
- Ouvrages perdus de Chrysippe de Soles. Sur plus de 700 ouvrages, aucun ne subsiste, hormis quelques fragments insérés dans les œuvres d'auteurs postérieurs.
- Ouvrages perdus de Cicéron. De son œuvre, subsistent six livres sur la rhétorique et des parties de sept livres sur la philosophie. Les livres 1-3 de De Republica subsistent presque intacts, de même qu'une part substantielle du livre 6. Ont notamment été perdus : un dialogue sur la philosophie, intitulé Hortensius, qui a fortement influencé Augustin d'Hippone, et une partie de De Natura Deorum.
- Ouvrages perdus de Cléopatre, dont des livres sur la médecine, la beauté et les cosmétiques (selon l'historien Al-Mas'ûdî).
- Ouvrages perdus de Clitomaque de Carthage. Selon Diogène Laërce, il a écrit environ 400 livres, dont aucun ne subsiste, bien que quelque titres soient connus.
- Ouvrages perdus de Cratinus. Seuls des fragments de ses ouvrages ont été préservés.
- Ouvrages perdus de Démocrite. De son œuvre considérable en matière de philosophie naturelle et d'éthique, il reste peu de chose.
- Ouvrages perdus de Diogène de Sinope. Il aurait écrit plusieurs livres, dont aucun n'a été retrouvé. Qu'il ait été l'auteur de ces livres ou qu'il s'agisse d'une attribution apocryphe est sujet à controverse.
- Ouvrages perdus de Diphile. Il aurait écrit une centaine de comédies, seuls les titres d'une cinquantaine d'entre elles sont connus.
- Ouvrages perdus d'Ennius. Seuls des fragments subsistent.
- Ouvrages perdus de Hénoch. Selon le Second livre d'Hénoch, le prophète aurait écrit 360 manuscrits[7].
- Ouvrages perdus d'Empédocle. Une infime partie de son œuvre subsiste.
- Pièces perdues d'Épicharme. Il a écrit 35 à 52 comédies selon les sources, la plupart ont été perdues ou ne subsistent qu'à l'état de fragments.
- Pièces perdues d'Euripide. Il aurait écrit plus de 90 pièces, il en subsiste 18 entières, ainsi que des fragments, pour certains substantiels, de la plupart des autres.
- Pièces perdues d'Eupolis. Des 17 pièces qui lui sont attribuées, seuls des fragments subsistent.
- Ouvrages perdus de Héraclite. De ses écrits ne subsistent que des fragments cités par d'autres auteurs.
- Ouvrages perdus de Hippase de Métaponte. De son œuvre très peu subsiste.
- Ouvrages perdus de Hippias d'Élis. On lui attribue un excellent ouvrage sur Homère, des recueils de littérature grecque et étrangère, des traités d'archéologie, mais rien n'en subsiste hormis des notes éparses.
- Discours perdus d'Hypéride. Dans l'antiquité, 77 discours lui étaient attribués, la plupart d'authenticité douteuse. Un codex de ses discours a été vu à Buda en 1525 dans la bibliothèque du roi Matthias Corvin de Hongrie, mais a été détruit par les soldats turcs en 1526. En 2002, Natalie Tchernetska du Trinity College (Cambridge) a découvert et identifié des fragments de deux discours d'Hypéride qui étaient considérés comme perdus, Contre Timandros et Contre Diondas. Six autres discours subsistent en partie ou en totalité.
- Poèmes perdus d'Ibycos. Selon la Souda, il a écrit sept livres de poésie.
- Ouvrages perdus de Juba II. Il a écrit un grand nombre de livres en grec et latin, sur l'histoire, l'histoire naturelle, la géographie, la grammaire, la peinture et le théâtre. Seuls des fragments subsistent.
- Ouvrages perdus de Leucippe. Aucun de ses écrits ne subsiste.
- Ouvrages perdus de Lucius Varius Rufus, l'auteur du poème De morte et de la tragédie Thyestes, loué par ses contemporains comme étant l'égal des meilleurs poètes grecs. Seuls des fragments subsistent.
- Ouvrages perdus de Mélissos. Seuls des fragments subsistent par leur inclusion dans les ouvrages d'autres auteurs.
- Pièces perdues Ménandre. Il a écrit plus de cent comédies, dont une seule subsiste en entier, ainsi que des fragments de plusieurs autres.
- Poèmes perdus de Phanocle. Il a écrit des poèmes sur les relations homosexuelles parmi les héros mythologiques, dont un seul subsiste en entier, ainsi que quelques courts fragments.
- Ouvrages perdus de Philémon. De ses 97 ouvrages, 57 ne sont connus que par leurs titres et des fragments.
- Poèmes perdus de Pindare. De ses multiples livres de poésie, seules ses odes triomphales subsistent en entier, le reste n'est connu que par des citations dans des livres d'autres auteurs, ainsi que des morceaux de papyrus découverts en Égypte.
- Pièces perdues de Plaute. Il aurait écrit environ 130 pièces, 21 subsistent.
- Poèmes et discours perdus de Pline le Jeune.
- Ouvrages de rhétorique de Julius Pollux.
- Ouvrages perdus de Porphyre de Tyr (il existe une liste de plus de 60 ouvrages perdus dans des genres divers, parmi lesquels Contre les chrétiens, dont quelques fragments subsistent).
- Ouvrages perdus de Posidonios. Tous ses ouvrages sont à présent perdus, il n'en subsiste que quelques fragments, ainsi que les titres et sujets de bon nombre de ses livres[8].
- Ouvrages perdus de Proclus. Un grand nombre de ses commentaires sur Platon sont perdus.
- Ouvrages perdus de Pyrrhus. Il a écrit des mémoires et plusieurs livres sur l'art de la guerre, tous perdus. Selon Plutarque, l'œuvre de Pyrrhus a influencé Hannibal, et a été encensée par Cicéron.
- Ouvrages perdus de Pythagore. Aucun texte pouvant lui être attribué ne subsiste. Le philosophe Porphyre de Tyr affirmait que Pythagore n'avait rien écrit. Ce point est contredit par plusieurs auteurs notamment Héraclite qui attribue à Pythagore les trois traités suivants : De l'éducation, De la politique et De la nature. Selon Alexandre Polyhistor, Pythagore aurait laissé uniquement un ouvrage : Mémoires Pythagoriques. Ces attributions sont fort incertaines, et, dès l'Antiquité, on pensait que ces livres avaient été écrits par des disciples de Pythagore.
- Pièces perdues de Rhinthon. Sur 38 pièces, seuls quelques titres et quelques lignes de texte ont été préservés.
- Poèmes perdus de Sappho. Seuls subsistent quelques poèmes entiers, et quelques fragments. On a émis l'hypothèse que les poèmes 61 et 62 de Catulle avaient été inspirés par des poèmes perdus de Sappho.
- Poèmes perdus de Simonide de Céos. Ne subsistent que deux ou trois courtes élégies, quelques épigrammes et environ 90 fragments de poésie lyrique.
- Pièces perdues de Sophocle. Sur 123 pièces, 7 subsistent, plus quelques fragments d'autres.
- Poèmes perdus de Sulpicia, qui écrivit des poèmes érotiques sur le bonheur conjugal, et fut elle-même le sujet de deux poèmes de Martial, lequel écrivit : « Toutes les filles qui ont envie de faire plaisir à un homme devraient lire Sulpicia. Tous les maris qui ont envie de faire plaisir à leur épouse devraient lire Sulpicia. »
- Poèmes perdus de Stésichore. Sur plusieurs longs poèmes, des fragments substantiels subsistent.
- Ouvrages perdus de Théodecte de Phasélis. Sur ses 50 tragédies, n'ont été préservées que les noms de 13, et quelques fragments peu importants. Son traité sur l'art de la rhétorique et ses discours ont aussi été perdus.
- Ouvrages perdus de Théophraste. De ses 227 livres, seuls quelques-uns subsistent, dont Sur les plantes et Sur les pierres, mais Sur l'exploitation minière est perdu. Des fragments de certains autres subsistent.
- Ouvrages perdus de Timon de Phlionte. Rien ne subsiste de son œuvre hormis des citations par d'autres auteurs, principalement Sextus Empiricus.
- Ouvrages perdus de Tiron. Une biographie de Cicéron en au moins quatre volumes est mentionnée par Asconius dans ses commentaires sur les discours de Ciceron[9].
- Ouvrages perdus de Xénophane. Des fragments de ses poèmes ne survivent que par les citations d'auteurs grecs postérieurs.
- Ouvrages perdus de Zénon d'Élée. Aucun de ses ouvrages ne subsiste intact.
- Ouvrages perdus de Zénon de Kition. Aucun de ses ouvrages ne subsiste, hormis des citations fragmentaires conservées par des auteurs postérieurs.

## Textes chinois antiques
- Classique de musique attribué à Confucius.
- Traité médical du célèbre médecin Hua Tuo (chinois traditionnel : 華佗 ; chinois simplifié : 华陀 ; pinyin : Huà Tuó) de la fin des Han de l'Est . Le traité était traditionnellement appelé Qing Nang Shu (chinois traditionnel : 青 囊 書 ; chinois simplifié : 青 囊 书 ; pinyin : Qīng Náng Shū), littéralement Livre dans le sac cyan. Lorsque Hua Tuo fut condamné à mort après avoir encouru la colère de Cao Cao, qui contrôlait la cour impériale, le médecin tenta de confier le texte à son geôlier, mais le geôlier craignit de prendre un risque en s'impliquer de la sorte, si bien que, de dépit, Hua Tuo fit brûler le texte[10].
- Livre de Bai Ze (chinois simplifié : 白 泽 图 ; pinyin : Bái Zé Tú). Un guide sur les formes et les mœurs de l'ensemble des 11 520 types de créatures surnaturelles dans le monde, et comment surmonter leurs hantises et leurs attaques, comme dicté par la créature mythique, Bai Ze à l'empereur Jaune, au 26e siècle avant notre ère.

## Textes indiens antiques
- Jaya et Bharata, premières versions de l'épopée hindoue Mahabharata.
- Bārhaspatya-sūtras, le texte fondateur de l'école de philosophie Cārvāka. Le texte date probablement des derniers siècles avant notre ère ; seules subsistent des citations fragmentaires.
- Valayapathi, poème épique tamoul. Seuls des fragments subsistent.
- Kundalakesi, poème épique tamoul. Seuls des fragments subsistent.

## Textes égyptiens antiques
- Le Livre de Thoth, un manuscrit légendaire auquel la littérature égyptienne fait allusion, censé contenir les secrets pour comprendre le pouvoir des dieux et la parole des animaux[11].
- De surcroît, des milliers d'autres textes sont attribuées à la divinité Thoth. Séleucos estimait ses écrits à environ 20 000, tandis que Manéthon en comptait 36 525[12].

## Textes avestans
- L'Avesta, le livre sacré de Zoroastre. Après la conquête d'Alexandre, l'Avesta a été fragmenté et s'est dit qu'un seul tiers avait survécu oralement.
- L'Avesta reconstitué à l'époque sassanide, en 21 volumes, dont seulement un quart subsiste.

## Textes gnostiques
- Le Septième Univers du Prophète Hieralias : un manuscrit inconnu mentionné dans le texte gnostique Sur l'origine du monde[13].

## Textes en pahlavi / moyen-persan
- Khwātay-Nāmag : Livre sur les rois et seigneurs, de l'époque archaïque à la fin de la dynastie sassanide. Ce livre était la référence la plus importante pour les historiens post-sassanides et islamiques ainsi que pour les poètes épiques tels que Ferdowsi, connu pour son chef-d'œuvre Shahnameh.
- Ewen-Nāmag : Une série de livres sur les cérémonies sassanides, les divertissements, les styles de guerre, la politique, les préceptes, les principes et les exemples.
- Zij-i Shahryār : Un livre sur l'astronomie.
- Kārnāmag : Série d'ouvrages biographiques sur les rois sassanides. Seuls ceux sur Ardashir I (Kārnāmag-ī Ardaxšīr-ī Pābagān) survivent.
- Karirak ud Damanak : Première version traduite de la fiction indienne Pañchatantra.
- Hazār Afsān : Version antérieure des Contes des mille et une nuits.
- Mazdak-Nāmag : Biographie de Mazdak, le réformateur zoroastrien et le primat du mouvement Behdin.
- Kārvand : Livre de rhétorique.
- Jāvidan Khrad ou la sagesse immortelle : citations d'anciens sages iraniens et non iraniens.
- Ouvrages de l'Académie de Gondishapur : De nombreux travaux d'érudits de l'Académie de Gondishapur dans diverses disciplines (médecine, astrologie, philosophie grecque, indienne et persane) ont été traduits en arabe pendant le mouvement de traduction gréco-arabe. Aujourd'hui, seules des mentions peuvent être trouvées dans les sources islamiques.

### Textes manichéens
- L'Arzhang (Ārdahang en moyen-perse) : le livre sacré illustré du manichéisme.
- Le Shabuhragan (Shāpuragān) : le livre sacré de Mani dédié à Shapur le Grand. Seuls des fragments subsistent.

## Textes bibliques perdus
- Hexapla : une compilation de l'Ancien Testament par Origène.

### Textes perdus référencés dans l'Ancien Testament
- Le livre mentionné dans Exode 17:14 : « Écrivez ceci pour un mémorial dans le livre et racontez-le à l'audition de Josué... »
- Livre de l'Alliance (mentionné dans Exode 24:7).
- Livre des guerres du Seigneur (Nombres 21:14).
- Livre de Jasher.
- Manière du royaume.
- Actes de Salomon.
- Chroniques des rois d'Israël.
- Chroniques des rois de Juda.
- Livre des rois d'Israël.
- Annales du roi David.
- Livre de Samuel le Voyant.
- Livre de Nathan le prophète.
- Livre de Gad le voyant.
- Histoire de Nathan le prophète.
- Prophétie d'Ahija.
- Visions d'Iddo le voyant.
- Livre de Shemaiah le prophète.
- Généalogies Iddo.
- Histoire du prophète Iddo.
- Livre des rois de Judée et d'Israël.
- Livre de Jehu.
- Histoire du livre des rois.
- Actes d'Uziah.
- Actes des rois d'Israël.
- Paroles des voyants.
- Lamentations pour Josiah.
- Chroniques du roi Assuérus.
- Chroniques des rois des médias et de la Perse.

### Œuvres perdues référencées dans le Nouveau Testament
- Épître à Corinthe
- Épître de Laodicée aux Colossiens

### Œuvres perdues relatives à Jésus
(Ces ouvrages datent généralement du 2e siècle et plus tard hormis pour l'Évangile secret de Marc, qui pourrait être une forgerie du XIXe-XXe siècle. Certains seraient considérés comme reflétant le christianisme proto-orthodoxe, et d'autres seraient hétérodoxes.) 
- Évangile d'Eve
- Évangile de Mani
- Évangile de Matthias
- Évangile de Perfection
- Évangile des Quatre Royaumes des Cieux
- Évangile des Hébreux
- Évangile des soixante-dix
- Évangile des douze
- Memoria Apostolorum
- Évangile secret de Marc (à noter cependant que la lettre de Mar Saba où il est mentionné pourrait bien être une forgerie du  XXe siècle)

## IIesiècle
- Hypomnemata (Mémoires) d'Hégésippe en 5 livres, et une histoire de l'Église chrétienne.
- L'Évangile du Seigneur compilé par Marcion de Sinope pour soutenir son interprétation du christianisme. Les écrits de Marcion ont été supprimés mais une partie d'entre eux a été recréée à partir des ouvrages qui ont servi à les dénoncer.
- Exposition des Oracles du Seigneur, de Papias, en cinq livres, mentionné par Eusèbe de Césarée.

## IIIesiècle
- Diverses oeuvres de Tertullien. Une quinzaine d'œuvres en latin ou en grec ont été perdues, certaines aussi récemment qu'au 9e siècle (De Paradiso, De superstitione saeculi, De carne et anima existaient toutes en 814 dans le Codex Agobardinus à présent endommagé).

## IVesiècle
- Praeparatio Ecclesiastica[14] et Demonstratio Ecclesiastica[15], d'Eusèbe de Césarée.

## Vesiècle
- L'histoire de l'Église chrétienne, de Sozomène, de l'Ascension de Jésus à la défaite de Licinius en 323, en douze livres.

## VIesiècle
- Histoire gothique de Cassiodore, qui ne subsiste que dans une version très abrégée, l'Histoire des Goths de Jordanès

## VIIesiècle
- Le Kakinomoto no Ason Hitomaro Kashū a été perdu en tant qu'œuvre autonome, mais une proportion indéterminée en a été préservée dans le Man'yōshū ultérieur.

## Œuvres anglo-saxonnes
- La bataille de Maldon, un poème héroïque dont seules subsistent 325 lignes vers le milieu.
- Waldere, une épopée désormais perdue hormis deux courts fragments.
- Le Fragment de Finnesburg, comprenant 50 vers d'un poème autrement perdu.
- La traduction de Bede de l'Évangile de Jean, vers 735.

## XIIesiècle
- Trois œuvres de Gerald of Wales :
  - Vita sancti Karadoci (La vie de Saint Caradoc)
  - De fidei fructu fideique defectu
  - Cambriae mappa
- Un roman de chevalerie sur le thème du roi Marc et Iseult de Chrétien de Troyes.
- Les romans de chevalerie en ancien français André de France et Gui d'Excideuil.
- Skjöldunga saga, une saga nordique sur la légendaire dynastie danoise des Skjöldungs, composée vers 1180-1200.
- Gauks saga Trandilssonar, un volume perdu des Sagas des Islandais[16].
- Life of Despot Stefan Lazarević est une œuvre écrite à partir de 1166, mais la seule chronique qui subsiste date de 1431, par Constantin de Kostenets qui inclut une généalogie de la dynastie Nemanjić jusqu'au despote Stefan Lazarević.
- Gesta orientalium principum de Guillaume de Tyr, une histoire du monde islamique[17].

## XIVesiècle
- Inventio Fortunata : une description au 14e siècle de la géographie du pôle Nord.
- Itinerarium : un livre de géographie de Jacobus Cnoyen de Bois-le-Duc, cité par Gerardus Mercator.
- Res gestae Arturi britanni (Les actes d'Arthur de Grande-Bretagne). Livre cité par Jacobus Cnoyen.
- Trois œuvres de Geoffrey Chaucer : Of the Wreched Engendrynge of Mankynde, Origenes upon the Maudeleyne, The book of the Leoun.
- Coventry Mystery Plays : un cycle dont seules deux pièces subsistent.
- Carostavnik (ou Rodoslov) : biographie de l'archevêque Nikodim. Ou encore Život kraljeva i arhiepiskopa srpskih (Vies des rois et archevêques serbes) de Danilo II, archevêque de Serbie, ancien abbé du monastère de Hilandar, et ses successeurs, dont la plupart sont restés anonymes.
- Chronique de Vrhobreznica date de 1371, mais l'œuvre n'a été transcrite que deux siècles et demi plus tard par un écrivain nommé Gavrilo, un ermite, qui a rassemblé des annales antérieures lors de sa rédaction en 1650 au monastère de Vrhobreznica. Fait partie d'un manuscrit archivé sous le nom « Musée de Prague #29 » (avec Généalogie de Vrhobreznica).
- Chronique de Koporin : une chronique de 1371 transcrite en 1453 par Damjan, un diacre, qui a également écrit les annales sur l'ordre de l'archevêque de Zeta, Josif, au monastère de Koporin.
- Chronique de Studenica : une chronique du 14e siècle de 1350 à 1400, écrite au monastère de Studenica. Subsiste de par sa copie dans un manuscrit du 16e siècle, avec des annales plus récentes.
- Chronique de Cetinje : couvre les événements du 14e siècle à la fin du 16e siècle, bien que la collection de manuscrits date de la fin du 16e siècle.

## XVesiècle
- Encyclopédie Yongle (永乐大典 ; 永樂大典 ; Yǒnglè Dàdiǎn ; littéralement : Le grand canon de l'ère Yongle). Il s'agissait d'une des plus anciennes encyclopédies du monde, et de la plus vaste à l'époque, commandée en 1403 par l'empereur Yongle de la dynastie Ming de Chine, achevée vers 1408. Environ 400 volumes — représentant moins de 4% — d'un ensemble de manuscrits du 16e siècle subsistent aujourd'hui[18].
- Le poème de François Villon : « Le roman du pet du diable ».

## XVIesiècle
- Nigramansir: A Moral Interlude and a Pithy de John Skelton, imprimé en 1504 ; un exemplaire vu en 1759 à Chichester a depuis disparu.
- Ur-Hamlet : une version antérieure de Hamlet antérieure à la pièce de William Shakespeare, dont l'auteur serait Thomas Kyd.
- Love's Labour's Won, pièce de William Shakespeare.
- The Ocean to Cynthia : un poème de Sir Walter Raleigh, dont seuls des fragments sont connus.
- Le Parnasse de Luís Vaz, œuvre philosophique Luís de Camões, est perdu.
- The Isle of Dogs (1597), une pièce de Thomas Nashe et Ben Jonson.
- Phaéton, pièce de Thomas Dekker, mentionnée dans le journal de Philip Henslowe, 1597.
- Hot Anger Soon Cold, pièce de Henry Chettle, Henry Porter et Ben Jonson ; mentionnée dans le journal de Philip Henslowe, août 1598.
- Black Bateman of the North, Part II, une pièce de Henry Chettle et Robert Wilson ; mentionnée dans le journal de Philip Henslowe, avril 1598.
- The Stepmother's Tragedy, une pièce de Henry Chettle et Thomas Dekker ; mentionnée dans le journal de Philip Henslowe, août 1599.
- Seuls quatre codex mayas ont survécu à la conquête espagnole ; la plupart ont été détruits par des conquistadors ou par l'Église catholique romaine.

## XVIIesiècle
- The History of Cardenio, pièce de William Shakespeare et John Fletcher (1613).
- Keep the Widow Waking, pièce de John Ford et John Webster (1624).
- Claudio Monteverdi a composé au moins dix-huit opéras, mais il n'en subsiste que trois — L'Orfeo, L'incoronazione di Poppea et Il ritorno d'Ulisse in patria — ainsi que le célèbre aria Lamento de son deuxième opéra L'Arianna.
- Les haïkus perdus d'Ihara Saikaku.
- La première pièce de Jean Racine, Amasie (1660), est perdue.
- Vie de Louis XIV, vaste travail historique auquel Jean Racine consacra ses vingt dernières années, disparaît entièrement dans l'incendie de la maison de son successeur, Valincour.
- John Milton a écrit près de deux actes d'une tragédie appelée Adam Unparadiz'd, qui a ensuite été perdue[19].
- Œuvres perdues de Molière :
  - Une traduction de De Rerum Natura de Lucrèce.
  - Le docteur amoureux (pièce de 1658).
  - Gros-René, petit enfant (pièce de 1659).
  - Le docteur pédant (pièce de 1660).
  - Les trois docteurs (pièce écrite vers 1660).
  - Gorgibus dans le sac (pièce de 1661).
  - Le Fagotier (pièce de 1661).
  - Le Fin Lourdaut (pièce attribuée, 1668).
- Les œuvres perdues de Dubhaltach Mac Fhirbhisigh comprennent Ughdair Ereann, dont des fragments subsistent.
- Œuvres de Buhurizade Mustafa Itri, un grand musicien, compositeur, chanteur et poète ottoman : on sait qu'il a composé plus d'un millier d'œuvres, dont une quarantaine seulement subsistent.
- L'Étincelle et la fin de L’Histoire comique des États et Empires du Soleil (écrits vers 1650) de Cyrano de Bergerac[20].

## XVIIIesiècle
- Tous les poèmes et œuvres littéraires de Carlo Gimach, à l'exception de la cantate Applauso Genetliaco, seraient perdus[21].
- Le journal de Lady Mary Wortley Montagu a été brûlé par sa fille au motif qu'il contenait beaucoup de scandales et de satire.
- Edward Gibbon a brûlé le manuscrit de son Histoire de la liberté des Suisses.
- Adam Smith fit détruire la plupart de ses manuscrits peu de temps avant sa mort. Au cours de ses dernières années, il avait travaillé sur deux grands traités, l'un sur la théorie et l'histoire du droit et l'autre sur les sciences et les arts. Essays on Philosophical Subjects, ouvrage publié à titre posthume (1795), contient probablement des parties de ce qu'aurait été ce dernier traité[22].
- The Green-Room Squabble or a Battle Royal between the Queen of Babylon and the Daughter of Darius, une pièce de 1756 de Samuel Foote, est perdue.
- De nombreuses œuvres de J. S. Bach, notamment au moins deux grandes Passions et de nombreuses cantates (voir Liste des cantates de Bach) sont perdues.
- Le Concerto pour trompette (1768, K. 47c) et le Concerto pour violoncelle en Fa majeur (1775, K. 206a) de Wolfgang Amadeus Mozart sont perdus.
- L'Ode à la joie de Ludwig van Beethoven, œuvre composée en 1793, plus tard incorporée dans sa neuvième symphonie.
- Le Concerto pour contrebasse Joseph Haydn, dont seules les deux premières mesures subsistent ; le reste a été brûlé. Divers indices permettent de penser qu'une copie pourrait exister quelque part.
- Les lettres personnelles entre George Washington et son épouse Martha Washington : à sa mort en 1799, toutes sauf trois ont été détruites par cette dernière.

## XIXesiècle
- Les mémoires de Lord Byron ont été détruites par ses exécuteurs testamentaires littéraires, menés par John Murray, le 17 mai 1824 ; les deux volumes ont été déchirés et brûlés dans le bureau de ce dernier. La décision de détruire les journaux manuscrits, à laquelle seul Thomas Moore s'est opposé, visait à protéger la réputation de l'auteur.
- The Scented Garden de Sir Richard Francis Burton, manuscrit d'une nouvelle traduction de l'arabe de La Prairie parfumée, a été brûlé par sa veuve, Lady Isabel Burton née Arundel, avec ses autres documents.
- Un grand nombre de manuscrits et de longs poèmes de William Blake ont été brûlés peu après sa mort par Frederick Tatham.
- Les parties deux et trois du roman Les âmes mortes de Nikolaï Gogol ont été brûlées par l'auteur à l'instigation du prêtre Père Matthew Konstantinovskii.
- Des trente journaux de Lewis Caroll, au moins quatre volumes complets plus sept pages ont été détruits par sa famille, pour des raisons encore débattues.
- Après la mort du Marquis de Sade en 1814, son fils a fait brûler tous ses manuscrits inédits, dont un immense roman en plusieurs volumes intitulé Les Journées de Florbelle.
- Un large segment du manuscrit de Lodore de Mary Shelley a été perdu lors d'un envoi par courrier à son éditeur, l'obligeant à le réécrire.
- Franz Liszt a déclaré avoir écrit un manuel technique de piano pour le Conservatoire de musique de Genève. Nombre de ses premières œuvres, dont trois sonates et deux concertos pour piano, auraient également été perdues.
- Gerard Manley Hopkins a brûlé tous ses poèmes de jeunesse lorsqu'il a été ordonné prêtre.
- Du Suspiria de Profundis de Thomas de Quincey, 18 des 32 textes composant l'ouvrage ont été perdues.
- Le manuscrit de Margaret Fuller sur l'histoire de la République Romaine de 1849 a été perdu en 1850 lors du naufrage au cours duquel elle a péri (ainsi que son mari et leurs enfants). Selon l'auteur et les personnes qui ont pu en avoir connaissance, cet ouvrage, basé sur sa propre expérience à Rome durant la période en question, aurait probablement été le plus important de son œuvre.
- Les Cinq romances pour violoncelle et piano de Robert Schumann, dernière œuvre complète qu'il composa, en 1853, avant la détérioration de sa santé mentale, auraient été brûlées par Clara Schumann vers la fin de sa vie. Elle s'inquiétait à l'idée que sa maladie eût pu affecter la qualité de ses dernières pièces. Pourtant, d'autres compositions tardives de Robert Schumann, comme le Concerto pour violoncelle de 1850, sont aujourd'hui considérées comme des chefs-d'œuvre.
- Un camarade de classe d'Arthur Rimbaud a prétendu avoir perdu un cahier entier de poèmes de l'illustre auteur, le « Cahier Labarrière », lequel aurait contenu environ 60 poèmes (si le fait était avéré, et si tous ces poèmes étaient distincts de son œuvre en vers connue, cela représenterait à peu près autant en volume)[23]. Paul Verlaine a par ailleurs mentionné un texte en prose intitulé La chasse spirituelle, selon lui le chef d'œuvre de Rimbaud, qui n'a jamais été retrouvé (bien qu'un faux ait été publié en 1949, déclenchant une vive polémique). Deux poèmes mentionnés également par Paul Verlaine dans Les poètes maudits (1884) n'ont pas été retrouvés : « Les veilleurs », « Les réveilleurs de la nuit », le premier étant particulièrement encensé[24].
- Le premier brouillon de The French Revolution: A History de Thomas Carlyle fut envoyé à John Stuart Mill, mais la domestique de ce dernier le brûla par erreur, forçant Carlyle à le réécrire entièrement.
- La traduction par Joseph Smith du Livre de Lehi, faisant partie des Plaques d'or du Livre de Mormon, a été soit cachée, soit détruite, soit modifiée par Lucy Harris, épouse du transcripteur Martin Harris. Quoi qu'il advint, Joseph Smith n'a pas récupéré l'ouvrage et celui-ci a été déclaré perdu.
- Des lettres de Felix Mendelssohn semblent indiquer qu'il aurait écrit un concerto pour violoncelle. Celui-ci aurait été perdu en tombant du wagon qui l'acheminait à son dédicataire.
- Diverses œuvres de Johannes Brahms auraient été détruites par leur auteur, qui, perfectionniste, a détruit bon nombre de ses œuvres de jeunesse, dont une sonate pour violon. Il a affirmé avoir détruit une vingtaine de quatuors pour cordes avant la diffusion de son premier quatuor officiel en 1873.
- Isle of the Cross de Herman Melville, qui aurait dû être la suite de Pierre, roman ayant eu peu de succès, a été rejeté par ses éditeurs puis perdu par la suite.
- Robert Louis Stevenson brûla le premier brouillon complet de Strange Case of Dr. Jekyll and Mr. Hyde après que son épouse eut critiqué son travail. Stevenson écrivit et publia une nouvelle version.
- Le discours perdu d'Abraham Lincoln, donné le 29 mai 1856 à Bloomington dans l'Illinois. Il est généralement admis que le discours a été perdu parce que les journalistes étaient tellement subjugués qu'ils en ont négligé de prendre des notes, et que le discours était une condamnation passionnée de l'esclavage. Toutefois, il est possible que le discours ait été volontairement escamoté en raison d'un contenu polémique.
- Le théâtre de Lyman Frank Baum à Richburg (état de New York) a entièrement brûlé, entraînant la destruction de plusieurs de ses manuscrits de pièces, dont The Mackrummins, Matches (jouée la veille de l'incendie), The Queen of Killarney, Kilmourne, or O'Connor's Dream, et la partition intégrale de The Maid of Arran, laquelle ne subsiste que par les partitions des chansons commercialisées à part, soit six des huit chansons d'origine.
- Léon Trotsky décrit la perte (entre 1896 et 1898) du manuscrit inachevé d'une pièce de théâtre (écrite en collaboration avec Alexandra Sokolovskaïa) dans Ma vie, à la fin du chapitre 6[25].
- The Poor Man and the Lady, premier roman de Thomas Hardy écrit en 1867, a été détruit par son auteur à la suite du rejet de plusieurs éditeurs.
- George Gissing a abandonné plusieurs romans et détruit les manuscrits inachevés. De plus, au moins trois romans complets n'ont pas été publiés et ont été perdus[26].
- La musique de Thespis, première opérette de Gilbert et Sullivan, a été perdue, hormis un refrain réutilisé dans The Pirates of Penzance, et une chanson. Une musique de ballet provenant de cette opérette a été découverte en 1990.
- Yellow Ivory, roman de jeunesse de John P. Marquand écrit en collaboration avec son ami W.A. Macdonald, a été perdu[27].
- Mark Twain, durant sa longue carrière, a produit un grand nombre d'œuvres, dont une large part, en particulier ses œuvres de jeunesse, furent publiées dans d'obscurs journaux, sous une variété de pseudonymes, ou restèrent inédites. Joe Goodman, qui fut son éditeur quand il travaillait à Virginia City (Nevada), déclara en 1900 que Twain avait écrit quelques-unes de ses meilleures œuvres durant ses « Western years » à la fin des années 1860, mais qu'une grande partie avait été perdue[28]. Par ailleurs, nombre de ses discours et conférences ont été perdus ou n'ont jamais été consignés. Des chercheurs continuent à rechercher ces textes, dont certains ont été redécouverts jusqu'en 1995.
- Meanderings of Memory, un livre attribué à « Nightlark » (vraisemblablement un pseudonyme), publié en 1852, bien que fréquemment référencé dans le Oxford English Dictionary et traçable via plusieurs catalogues de bibliothèques et libraires, n'a pas été retrouvé.
- Le journal du Révérend Francis Kilvert a été modifié et censuré, possiblement par sa veuve, après sa mort en 1879. Dans les années 1930, les volumes subsistants ont été remis à William Plomer, qui les a transcrits, avant de restituer les originaux au plus proche descendant vivant de l'auteur, une nièce, qui a détruit la plupart des manuscrits. Puis la transcription de William Plomer a été détruite lors du Blitz ; il n'a appris la destruction des manuscrits originaux que lorsqu'il a voulu publier une édition complète dans les années 1950.
- Les écrits de jeunesse d'Anne et Emily Brontë, consacrés à leurs royaumes imaginaires de Gondal et Gaaldine. Peut-être détruits après leur morts par leur sœur Charlotte, ou après la mort de celle-ci par son époux. Le possible début de manuscrit d'un deuxième roman d'Emily a pu être détruit aussi : il est mentionné dans une lettre envoyée à son éditeur.

## XXesiècle
- Les seules copies connues de la partition de l'opéra de Scott Joplin A Guest of Honor (composé en 1903) auraient été confisquées à l'occasion d'un conflit entre l'auteur et le propriétaire d'une pension théâtrale. La partition n'a jamais été récupérée par son auteur, et est considérée perdue.
- A Brilliant Career, pièce de James Joyce, brûlée par l'auteur, et la première moitié de son roman Stephen Hero. Son petit-fils Stephen a par la suite brûlé les lettres de Nora Joyce à James.
- Plusieurs parties de l'ouvrage de Daniel Paul Schreber, Denkwürdigkeiten eines Nervenkranken (Mémoires d'un névropathe), écrit en 1903, ont été détruits par son épouse et le docteur Flesching, afin de protéger sa réputation, comme il est mentionné par Sigmund Freud dans son essai de 1911, « Remarques psychanalytiques sur l’autobiographie d’un cas de paranoïa : le président Schreber » (paru dans Cinq psychanalyses, 1935).
- Lyman Frank Baum a écrit quatre romans pour adultes qui n'ont jamais été publiés et ont disparu : Our Married Life (1912), Johnson (1912), The Mystery of Bonita (1914), Molly Oodle (1915). Son fils a prétendu que l'épouse de l'auteur les avait brûlés, mais c'était peut-être par vengeance après qu'elle l'eut exclu de son testament. Il subsiste des preuves selon lesquelles son éditeur a reçu les manuscrits correspondants. Ont également été perdus, les nouvelles de 1904 « Mr. Rumple's Chill » et « Bess of the Movies », de même que les pièces de jeunesse Kilmourne, or O'Connor's Dream (créée le 4 avril 1883) et The Queen of Killarney (1883).
- August Strindberg a détruit la pièce The Bleeding Hand en 1907, immediatement après l'avoir achevée. Il était alors de mauvaise humeur, et a confié dans une lettre que cette pièce était particulièrement caustique, même pour lui.
- Albéric Magnard, compositeur français dont la maison a été incendiée par des soldats allemands en 1914, a perdu plusieurs partitions inédites, dont la partition orchestrale de Yolande, un de ses premiers opéras, la partition orchestrale de Guercoeur (l'adaptation pour piano avait été publiée, tandis que le second acte a pu être reconstitué), ainsi qu'un cycle de chansons plus récent.
- La plupart des premières partitions du compositeur Edgard Varèse ont été détruites lors de l'incendie d'un entrepôt de son éditeur à Berlin en 1918. Seuls ont survécu le poème symphonique Bourgogne (1907) — une œuvre ayant fait scandale à sa première interprétation en 1910 — et une chanson, Un grand sommeil noir ; mais, lors d'un accès dépressif quelque 40 ans plus tard, Varèse en a lui-même détruit la partition.
- La première version de Seven Pillars of Wisdom de Thomas Edward Lawrence — un manuscrit d'environ 250 000 mots — a été perdue à la Gare de Reading en décembre 1919.
- En 1922, une valise contenant presque toutes les œuvres d'Ernest Hemingway à cette date a été volée à son épouse dans le compartiment d'un train en Gare de Lyon à Paris. Il s'y trouvait notamment un roman en cours d'écriture sur la Première Guerre mondiale.
- Les romans Tobold et Theodor de Robert Walser ont été perdus, possiblement destruits par l'auteur, de même qu'un troisième roman sans titre.
- Jean Sibelius a détruit sa Symphonie n°8, après des années de travail, estimant celle-ci inférieure à sa Symphonie n°7.
- La version originale d'Ultramarine de Malcolm Lowry a été volée dans la voiture de son éditeur en 1932, et l'auteur a dû réécrire ce qui devait être son premier roman.
- Yogananda, dans Autobiography of a Yogi, cite abondamment les journaux de voyage de son secrétaire Clarence Richard Wright pour les années 1935 / 1936. À la mort de ce dernier en 2002, ses journaux ont disparu, donc il n'en subsiste que ces citations.
- En 1938 George Orwell a écrit Socialism and War, un « pamphlet anti-guerre » pour lequel il n'a pas trouvé d'éditeur. Bien que plusieurs lettres de George Orwell et documents le concernant aient été découverts au cours des décennies après sa mort, aucune trace de ce pamphlet n'a encore été identifiée. Avec le début de la Deuxième Guerre mondiale, ses opinions en matière de pacifisme ont été amenées à changer radicalement, donc il est possible qu'il ait lui-même détruit son manuscrit.
- Des documents d'Isaac Babel, et possiblement un roman inachevé, ont été confisqués par le NKVD en mai 1939[29].
- Le manuscrit d'Efebos, un roman de Karol Szymanowski, a été détruit dans le bombardement de Varsovie en 1939.
- Le ballet Horoscope de Constant Lambert était interprété aux Pays-Bas en 1940 ; la partition non publiée a dû être abandonnée quand l'armée allemande a envahi le pays. La partition n'a jamais été retrouvée, et seuls subsistent neuf numéros individuels.
- Jusqu'en 2015, l'original en allemand du roman Le Zéro et l'Infini (Sonnenfinsternis, Darkness at Noon pour l'édition anglaise) d'Arthur Koestler était considéré perdu, et on pensait que seule la traduction anglaise de Daphne Hardy subsistait[30].
- Les manuscrits de cinq livres de poésie et une pièce dramatique de Saint-John Perse ont été détruits à son domicile en banlieue parisienne après son départ en exil à l'été 1940. Le diplomate Alexis Léger (vrai nom de Saint-John Perse) était un anti-Nazi notoire et intransigeant, ce qui explique que sa maison ait été prise d'assaut par les troupes allemandes. Ces œuvres avaient été écrites pendant ses années de service diplomatique, mais il avait décidé de ne pas publier de nouveaux écrits avant de prendre congé de ses fonctions.
- Walter Benjamin avait un manuscrit complet dans sa valise quand il a fui la France et l'arrestation par les Nazis à l'été 1940. Il s'est suicidé à Portbou, en Espagne, le 26 septembre 1940, et le contenu de cette valise a disparu.
- En 1940, The Magnet, un journal populaire destiné à la jeunesse britannique, a dû cesser sa publication à cause de la pénurie de papier durant la Deuxième Guerre mondiale. Au moins quatre numéros avaient alors été finalisés mais n'ont jamais été publiés, et ont été irrémédiablement perdus durant les années de guerre.
- Il a été suggéré que Bruno Schulz travaillait sur un roman appelé Mesjasz (Le Messie), mais aucune trace de ce manuscrit ne lui a survécu à sa mort en 1942. Des nouvelles datant du début des années 1940 ont aussi été perdues.
- En 1944, juste avant l'insurrection de Varsovie, le compositeur polonais Andrzej Panufnik a fui Varsovie, abandonnant tous ses manuscrits. Quand il est revenu à son appartement en 1945, il a découvert que son œuvre avait survécu à des destructions massives, mais avait été brûlée dans un feu de joie par sa domestique. Les œuvres perdues incluent deux symphonies et d'autres pièces orchestrales et vocales, ainsi que des compositions de musique de chambre. Il en a par la suite reconstitué une partie de mémoire[31].
- Le roman In Ballast to the White Sea de Malcolm Lowry a été perdu dans un incendie en 1945[32].
- Le roman Wanderers of Night et les poèmes de Daniil Andreev ont été détruits en 1947 par le KGB au motif qu'il s'agissait de « littérature anti-soviétique ».
- Des pages de la version originale du livre Naked Lunch de William Burroughs ont été volées.
- Trois romans de jeunesse inédits de Philip K. Dick, écrits dans les années 1950s, ont été perdus : A Time for George Stavros, Pilgrim on the Hill, et Nicholas and the Higs.
- Le manuscrit du second roman inachevé de Sylvia Plath, provisoirement intitulé Double Exposure, ou Double Take, écrit en 1962-63, a disparu au cours des années suivantes.
- Plusieurs pages du scénario original d'Aguirre, der Zorn Gottes de Werner Herzog ont paraît-il été jetées par la fenêtre d'un bus après qu'un membre de son équipe de football a vomi dessus.
- Le scénario du film After the Gold Rush proposé par Dean Stockwell et Herb Berman aurait été perdu.
- Les Journaux de Philip Larkin ont été brûlés à sa demande après sa mort le 2 décembre 1985. D'autres documents privés ont été conservés, contrairement à ses instructions.
- Des centaines d'œuvres du compositeur et pianiste norvégien Geirr Tveitt ont été perdus dans l'incendie de sa maison en 1970. Au total, environ 80% de ses compositions ont été perdues, dont des symphonies, concertos, œuvres chorales, opéras, et de nombreuses œuvres pour piano. Heureusment, quelques copies de partitions et d'enregistrements d'une partie de ces œuvres étaient entreposées ailleurs.
- Le manuscrit du premier roman de Jacob M. Appel, Paste and Cover, était dans le coffre d'une voiture volée à Providence (Rhode Island) en 1998. La voiture a été retrouvée, mais pas le manuscrit[33].
- Les œuvres inachevées de Terry Pratchett ont été détruites à sa mort, conformément à ses dernières volontés.

## Collections littéraires perdues
- L'empereur chinois Qin Shi Huang (3e siècle avant notre ère) a fait brûler la plupart des livres existants lorsqu'il a consolidé son pouvoir. (Voir Incendie des livres et enterrement des lettrés.)
- La bibliothèque d'Alexandrie, la plus grande bibliothèque au monde pendant l'Antiquité, a été détruite au cours des conquêtes romaine et/ou musulmane d'Alexandrie.
- L'empereur aztèque Itzcoatl (ayant régné de 1427 à 1440) a ordonné l'incendie de tous les codex aztèques historiques dans le but de développer une histoire et une mythologie aztèques approuvées par l'État.
  - Lors de la dissolution des monastères, entre 1534 et 1538, de nombreuses bibliothèques monastiques anglaises, galloises et irlandaises ont été détruites. L'abbaye de Worcester avait 600 livres au moment de la dissolution. Seuls six d'entre eux ont survécu intacts jusqu'à nos jours. À l'abbaye des frères augustins à York, une bibliothèque de 646 volumes a été détruite, ne laissant subsister que trois livres. Certains livres ont été détruits pour récupérer leurs précieuses reliures, d'autres ont été vendus par charrette, y compris les premiers ouvrages anglais irremplaçables. On pense que bon nombre des premiers manuscrits anglo-saxons ont été perdus à cette époque. La plupart des manuscrits rédigés en vieil anglais furent perdus au cours de cet épisode.
- De nombreux ouvrages de littérature anglo-saxonne, pour la plupart uniques et inédits, ont été brûlés lorsqu'un incendie s'est déclaré dans la bibliothèque Cotton à Ashburnham House le 23 octobre 1731. Néanmoins, l'unique manuscrit de Beowulf a survécu à l'incendie, et a été imprimé pour la première fois en 1815.
- En 1193, l'Université de Nâlandâ fut pillée par Bakhtiyar Khilji[34],[35]. L'incendie de la bibliothèque se poursuivit pendant plusieurs mois et « la fumée des manuscrits en feu resta pendant des jours comme un voile sombre sur les basses collines »[36].
- Le pillage de Bagdad par les Mongols.
- Au moins 27 codex mayas ont été cérémonieusement détruits par Diego de Landa (1524-1579), évêque du Yucatán, le 12 juillet 1562.
- La bibliothèque de l'Académie Hanlin, contenant des manuscrits chinois anciens irremplaçables, a été détruite en grande partie en 1900 pendant la révolte des Boxers[37].
- Le bâtiment des Archives nationales d'Irlande à Dublin a été incendié par l'IRA en 1922 lors de la guerre civile irlandaise, détruisant un millénaire d'archives étatiques et religieuses.
- Lors des émeutes de 2014 en Bosnie-Herzégovine, des sections des Archives nationales de Sarajevo ont été incendiées. Un grand nombre de documents historiques ont été perdus, beaucoup d'entre eux datant de la domination austro-hongroise de 1878-1918 en Bosnie-Herzégovine, de l'entre-deux-guerres et de la domination de 1941-1945 de l'État indépendant de Croatie. Environ 15 000 dossiers de la Chambre des droits de l'homme de Bosnie-Herzégovine de 1996 à 2003 ont également été détruits.

## Œuvres redécouvertes
- L'Évangile de Judas, un codex copte fragmentaire, a été redécouvert et traduit en 2006[38],[39].
- Les planches anatomiques de Johannes Van Horne, considérées comme perdues depuis la fin du 18e siècle, ont été redécouvertes en 2016[40].
- Wolfgang Amadeus Mozart et Antonio Salieri ont composé ensemble une cantate pour voix et piano intitulée Per la ricuperata salute di Ofelia, qui célébrait le retour sur scène de la chanteuse Nancy Storace, et qui a été perdue, bien qu'ayant été imprimée par Artaria en 1785[41]. En novembre 2015, le musicologue et compositeur allemand Timo Jouko Herrmann a identifié la partition en cherchant la musique de l'un des élèves présumés de Salieri, Antonio Casimir Cartellieri, dans les archives du Musée tchèque de la musique à Prague[42].
- Les 120 jours de Sodome, roman écrit par le marquis de Sade à la prison de la Bastille en 1785, a été considéré comme perdu par son auteur (ce dont il était affligé, déclarant avoir pleuré « des larmes de sang ») après l'assaut et le pillage du 14 juillet 1789 (le prisonnier avait été transféré dix jours avant soit le 4 juillet). En fait le manuscrit avait été découvert deux jours avant l'assaut, caché dans les murs de la cellule, par un citoyen nommé Arnoux de Saint-Maximin ; l'ouvrage a été publié pour la première fois en 1904.
- Antonín Dvořák composa sa Symphonie n°1 en 1865. La partition fut par la suite perdue, ce que le compositeur estimait définitif. Elle a néanmoins été retrouvée en 1923, vingt ans après la mort de Dvorak, et la symphonie a été jouée pour la première fois en 1936.
- Beatrix Potter n'a pu terminer son récit A Tale of Kitty in Boots, à cause des guerres, de son mariage et des tâches agricoles. Les manuscrits ont été trouvés près de 100 ans plus tard dans des cahiers d'école (y compris quelques illustrations), et l'ouvrage a été publié pour la première fois en septembre 2016[43].
- Le cahier perdu de Ramanujan, ensemble de résultats du mathématicien indien Srinivasa Ramanujan obtenus en 1920, était considéré comme perdu jusqu'à ce qu'il soit redécouvert par le mathématicien George Andrews en 1976, dans une boîte à effets personnels de George Neville Watson.
- Le roman Le Condottière, dont Georges Perec avait égaré le manuscrit en 1966 pendant un déménagement, ne fut retrouvé qu'en 1992, dix ans après sa mort[44].
- Un important ensemble de manuscrits de Louis-Ferdinand Céline qui avait disparu en 1944, contenant en particulier le roman complet Casse-pipe, a été restitué (anonymement) à Jean-Pierre Thibaudat en 2021[45].

## Œuvres perdues dans la culture populaire
- Le nom de la rose d'Umberto Eco présente un mystère de meurtre dont la solution repose sur le contenu du deuxième livre perdu de la Poétique d'Aristote (traitant de la comédie).
- Le Da Vinci Code de Dan Brown construit son thème central autour d'un récit fictif des Évangiles gnostiques apocryphes et partiellement perdus.
- Le roman de science-fiction The Hemingway Hoax de Joe Haldeman est centré sur une valise contenant des écrits d'Ernest Hemingway, volée en 1922 à la gare de Lyon à Paris.
- « The Shakespeare Code » est un épisode de Doctor Who dans lequel est expliqué le sort de la pièce Love's Labour's Won de William Shakespeare.
- H.P. Lovecraft a écrit que toutes les copies originales en arabe du Necronomicon (Al Azif) ont été détruites, ainsi que les traductions de l'arabe vers le grec. Seules cinq traductions du grec vers le latin sont conservées par les bibliothèques, bien que des exemplaires puissent exister dans des collections privées[46].